# Liste des maires d'Ossun

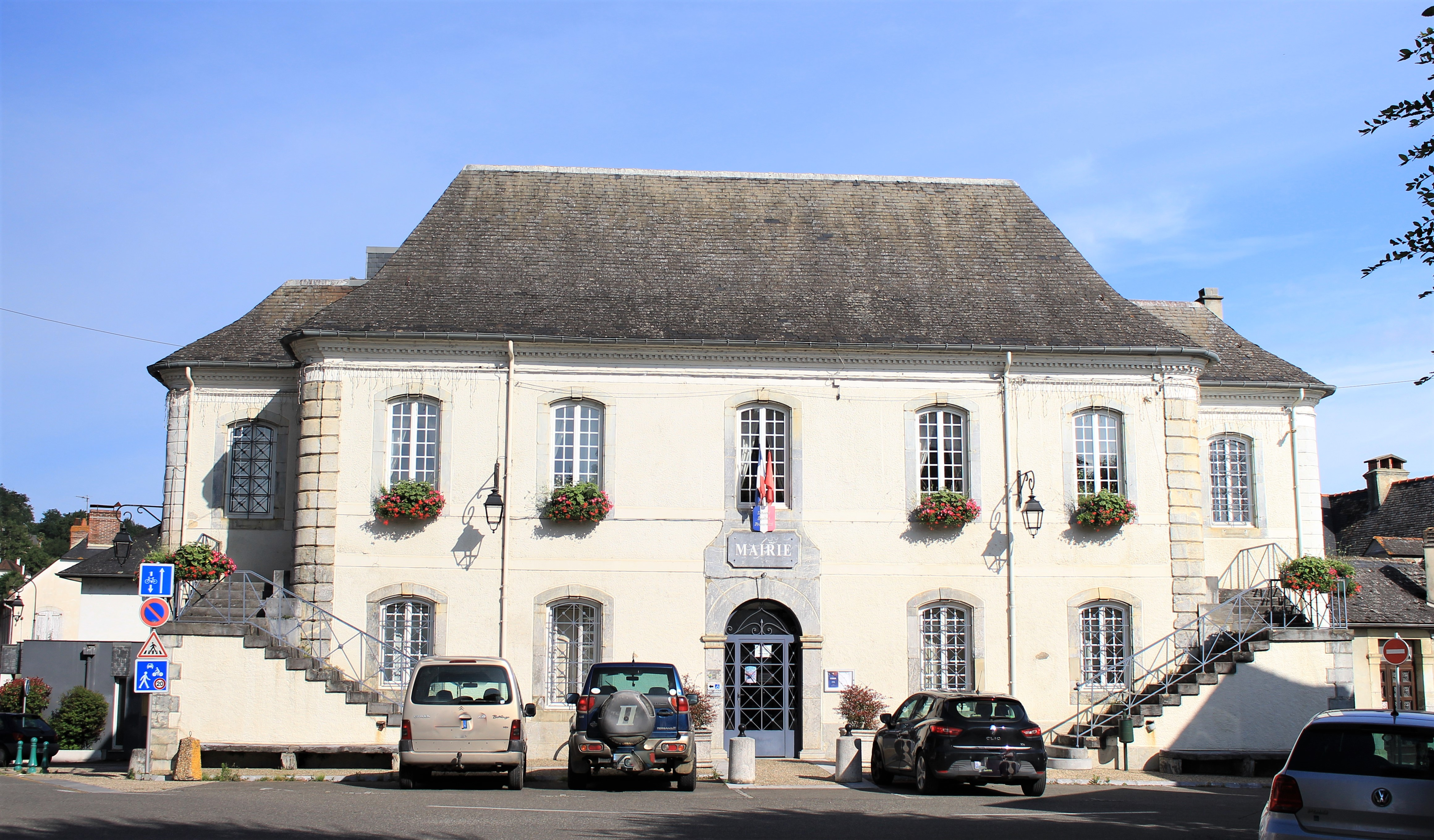
La mairie en 2023.

## Liste des maires
| Période   | Période   | Identité                   | Étiquette | Qualité                  |
| --------- | --------- | -------------------------- | --------- | ------------------------ |
| 1790      | 1790      | Jean Merillon              |           |                          |
| 1790      | 1791      | Jean Penin-Arras           |           |                          |
| 1791      | 1792      | Pierre Candelle-Poulit     |           |                          |
| 1793      | 1795      | Pierre Bouette-Rambe       |           |                          |
| 1795      | 1796      | Dominique Miqueu           |           |                          |
| 1796      | 1800      | Dominique Baile            |           |                          |
| 1800      | 1815      | Jean Merillon              |           |                          |
| 1815      | 1815      | Faure-Menginou             |           |                          |
| 1815      | 1827      | Jean Merillon              |           |                          |
| 1827      | 1832      | Jean Candelle-Poulit       |           |                          |
| 1832      | 1834      | François Menginou-Turettes |           |                          |
| 1834      | 1843      | Jean Candelle-Poulit       |           |                          |
| 1843      | 1844      | Jean Merillon              |           |                          |
| 1845      | 1870      | Dominique Baile            |           |                          |
| 1870      | 1873      | Joseph Merillon            |           |                          |
| 1873      | 1875      | Edouard Jacomet            |           |                          |
| 1875      | 1878      | Jean-Marie Haurou-Bejottes |           |                          |
| 1878      | 1881      | Edouard Jacomet            |           |                          |
| 1881      | 1916      | Léon Baile                 |           |                          |
| 1916      | 1919      | Auguste Dulac              |           |                          |
| 1919      | 1924      | Armand Merillon            |           |                          |
| 1924      | 1924      | Auguste Dulac              |           |                          |
| 1924      | 1929      | Henri Maninat              |           |                          |
| 1929      | 1936      | Adrien Merillon            |           |                          |
| 1936      | 1945      | Jean Peyou                 |           |                          |
| 1945      | mars 1977 | Jean Turettes              |           |                          |
| mars 1977 | mars 1989 | Pierre Baget               |           |                          |
| mars 1989 | juin 1995 | Édouard Menginou           |           | Ouvrier à l'usine Morane |
| mars 1995 | mars 2001 | Charles Barreat            | PS        |                          |
| mars 2001 | mars 2008 | Michel Hourne              | PS        |                          |
| mars 2008 | mars 2014 | Charles Barreat            | PS        |                          |
| mars 2014 | En cours  | Francis Bordenave          | DVG       | Fonctionnaire            |